# マリオ・ヘゾニャ
マリオ・ヘゾニャ(Mario Hezonja 、1995年2月25日‐)は、クロアチア出身のプロバスケットボール選手。ポジションはスモールフォワード。

## 経歴

### FCバルセロナ
ドゥブロヴニク出身、2008年にKKドゥブロヴニクに加入、2010年にKKザグレブ、2012年にはスペインを代表する強豪クラブFCバルセロナに移籍した。

### オーランド・マジック
2015年のNBAドラフトで、全体5位でオーランド・マジックに指名された。
その後7月に入りバルサとの間でバイアウトを成立させ、7月10日にマジックと契約を結んだ。
しかし、NBAでは出場機会を得るのに苦しみ、2017年10月31日に、マジックからルーキー契約の最終年の契約を更新しないことを通達された。

### ニューヨーク・ニックス
シーズン終了後にフリーエージェントになったヘゾニャは、2018年7月1日にニューヨーク・ニックスとの単年契約に合意した。ニックスの他にもポートランド・トレイルブレイザーズ、サクラメント・キングス、メンフィス・グリズリーズが彼の獲得に関心を抱いていた。

### ポートランド・トレイルブレイザーズ
2019年7月1日、ヘゾニャはポートランド・トレイルブレイザーズとの2年契約に合意した。2年目はプレイヤーオプションとなる。

### ヨーロッパへ復帰
2021年2月22日、パナシナイコスBCとの契約が発表された。国内リーグのギリシャA1バスケットボールリーグでは8試合に出場し、1試合平均18.6分の出場で、12.4得点、3.0リバウンド、2.1アシストという成績、プレーオフでは10試合に出場し、1試合平均20.5分の出場で、9.3得点、3.5リバウンド、1.4アシストという成績、ユーロリーグでは8試合に出場し、1試合平均22.5分の出場で、14.4得点、2.5リバウンド、1.5スティール、1.3アシストという成績を残した。
2021年7月31日、ユナイテッドリーグとユーロリーグに所属するUNICSカザンとの契約が発表された。

## 代表歴
2011年にU-16
欧州選手権で金メダルを獲得、自身は大会MVP、同年のU-19世界選手権ではベスト8。2012年にはU-17世界選手権で銅メダルを獲得し、自身は大会ベスト5に選ばれた。
バスケットボールクロアチア代表として2014年のFIBAバスケットボール・ワールドカップ、地元開催のユーロバスケット2015、リオオリンピックに出場した。

## 個人成績

### NBA

#### レギュラーシーズン
| シーズン | チーム | GP  | GS | MPG  | FG%  | 3P%  | FT%  | RPG | APG | SPG | BPG | PPG |
| -------- | ------ | --- | -- | ---- | ---- | ---- | ---- | --- | --- | --- | --- | --- |
| 2015–16  | ORL    | 79  | 9  | 17.9 | .433 | .349 | .907 | 2.2 | 1.4 | .5  | .2  | 6.1 |
| 2016–17  | ORL    | 65  | 2  | 14.8 | .355 | .299 | .800 | 2.2 | 1.0 | .5  | .2  | 4.9 |
| 2017–18  | ORL    | 75  | 30 | 22.1 | .442 | .337 | .819 | 3.7 | 1.4 | 1.1 | .4  | 9.6 |
| 2018–19  | NYK    | 58  | 24 | 20.8 | .412 | .276 | .763 | 4.1 | 1.5 | 1.0 | .1  | 8.8 |
| 2019–20  | POR    | 53  | 4  | 16.4 | .422 | .308 | .814 | 3.5 | .9  | .7  | .2  | 4.8 |
| 通算     | 通算   | 330 | 69 | 18.5 | .417 | .319 | .812 | 3.1 | 1.3 | .7  | .2  | 6.9 |

#### プレーオフ
| シーズン | チーム | GP | GS | MPG  | FG%  | 3P%  | FT%  | RPG | APG | SPG | BPG | PPG |
| -------- | ------ | -- | -- | ---- | ---- | ---- | ---- | --- | --- | --- | --- | --- |
| 2020     | POR    | 5  | 0  | 13.6 | .409 | .286 | .750 | 3.2 | 1.2 | .6  | .0  | 4.6 |
| 通算     | 通算   | 5  | 0  | 13.6 | .409 | .286 | .750 | 3.2 | 1.2 | .6  | .0  | 4.6 |

### ユーロリーグ
| シーズン | チーム                           | GP  | GS | MPG  | FG%  | 3P%  | FT%  | RPG | APG | SPG | BPG | PPG  | PIR  |
| -------- | -------------------------------- | --- | -- | ---- | ---- | ---- | ---- | --- | --- | --- | --- | ---- | ---- |
| 2012–13  | FCバルセロナ                     | 2   | 0  | 9.5  | .333 | ---  | .500 | 2.0 | .0  | .5  | .0  | 2.5  | 1.5  |
| 2013–14  | FCバルセロナ                     | 14  | 1  | 6.1  | .429 | .250 | .750 | .5  | .2  | .0  | .0  | 1.6  | 0.9  |
| 2014–15  | FCバルセロナ                     | 22  | 2  | 16.5 | .462 | .382 | .750 | 2.0 | 1.0 | .6  | .2  | 7.7  | 6.1  |
| 2020–21  | パナシナイコスBC                 | 8   | 6  | 22.6 | .415 | .366 | .842 | 2.5 | 1.3 | 1.6 | .4  | 14.4 | 12.8 |
| 2021–22  | BC UNICS                         | 25  | 23 | 29.6 | .447 | .349 | .778 | 6.1 | 1.8 | 1.2 | .3  | 14.2 | 14.3 |
| 2022–23  | レアル・マドリード・バロンセスト | 39  | 12 | 20.5 | .466 | .433 | .758 | 3.0 | 1.1 | .6  | .2  | 10.6 | 9.2  |
| 2023–24  | レアル・マドリード・バロンセスト | 38  | 17 | 23.3 | .475 | .431 | .921 | 4.6 | .9  | 1.0 | .1  | 13.5 | 13.3 |
| 通算     | 通算                             | 148 | 61 | 20.8 | .459 | .402 | .818 | 3.5 | 1.1 | .8  | .2  | 10.8 | 9.9  |

## その他
背番号はNBAに入って以来ずっと8番を着けていたが、ポートランド・トレイルブレイザーズへ移籍した際に44番へと変更している。ヘゾニャは背番号を変更した理由について かつてブレイザーズでプレイしていたクロアチア出身の殿堂入り選手ドラジェン・ペトロヴィッチに敬意を表す為、と語っている。

## タイトル

### クラブ
- ナイキインターナショナルジュニアトーナメント(2011)

### 代表
- 2011U-16欧州選手権

1位
- 2012U-17世界選手権

3位

### 個人
- 2011U-16欧州選手権

大会MVP
- ナイキインターナショナルジュニアトーナメント(2011)

大会ベスト5
- 2012U-17世界選手権

大会ベスト5